# Füssy Tamás
Füssy Tamás O.S.B., családi nevén Fuchs Alajos (Zimony, 1825. április 11. – Zalaapáti, 1903. április 14.) bencés szerzetes, apátsági perjel, teológus, egyházi író, és a Ferenc József-rend lovagja.

## Élete
Zimonyban, Szerém megyében született, német eredetű családban, dédapja Fuchs János József neves zeneszerző volt. Magyarországra nagyapja költözött be. A gimnáziumot Újvidéken és Baján végezte. 1811. szeptember 15-én a pannonhalmi bencés rendbe lépett; majd a győri rendi kollégiumban két évig hallgatta a filozófiát; tanárai voltak Czuczor Gergely, Rómer Flóris és Rónay Jácint. Pannonhalmán végezte a teológiát és 1849. szeptember 16-án Deáky Zsigmond püspök misés pappá szentelte. Füssyt közvetlenül ezután a pápai gimnáziumban tanárnak alkalmazták, 1855-től pedig az intézmény igazgatója lett. 1864-ben a Szent István Társulat igazgatójává választották. 1866-ban a helytartótanács engedélyével az irodalmilag már papnövendék korában használt Füssy nevet vette föl. 1885-ben főapátjelölt volt, 1889-ben lemondott igazgatói állásáról, és azután mint apátsági perjel és levéltári őr működött Zalaapátiban. 1890. január 7-én egyházi, iskolai és irodalmi érdemeiért a Ferenc József-rend lovagkeresztjét kapta. A Szent István Társulat tudományos és irodalmi osztályának is tagja volt. Tanulmányutat tett Német-, Francia- és Olaszországban; 1868-ban négy hetet Rómában töltött.

## Irodalmi munkássága

### Folyóiratcikkei
Pápán tartózkodása alatt több politikai lapnak állandó munkatársa volt; ezekben cikkei többnyire névtelenűl jelentek meg; ugyanakkor a magyarországi viszonyokról a francia, főleg a párizsi és brüsszeli lapoknak küldött cikkeket. Cikkei az Életképekben (1846. Néprajzok, Az ember), a Honderűben (1846. Költemény), a Religio és Nevelésben (1846. Bethlehem), a győri Hazánkban (1847. szépirodalmi dolgozatok); programértekezései a pápai gimnázium Értesítőjében (1851. Néhány szó a görög nyelvről, 1852. Az egyház áldásos befolyása Európa sorsára nézve a népvándorlások alkalmával, 1853. A szent irodalom és egyházi remekirók használatáról az iskolákban, 1855. A madártömésről, 1856. A tanoda s a szülők és helyetteseik közti viszony gyermekeik oktatását és nevelését illetőleg); cikkei a Családi Lapokban (1855. Stuart Mária stb., 1858. Pápa szabadalmas város története), a Tanodai Lapokban (1858. Mikép tanított Schmid Kristóf a népiskolában, 1859. Vélemények és nyilatkozatok a gymn. tanterv módosítása tárgyában, Gondolatok a hazai nőnevelés javításáról és könyvism., 1860. XV. Lajos francia király latin fordítmányai, 1861. Nyilt levél Lutter Ferdinánd pesti igazgató tanárhoz a történelem tanítása ügyében stb.), a Kath. Néplapban (1860-61. A munkás és szenvedő osztályokhoz, Tavaszi és téli esték a nevelésről, 1865. IX. Pius, Ereklyetartók, Jácint atya, Sz. László király kibékülése Salamonnal, A várnai csata, Schmid Kristóf, Altieri Lajos bibornok stb., 1868. Garibaldi hadjárata Róma ellen, 1869. IX. Pius és III. Napoleon, Konstantin és Szt. Szilveszter, Nagy Károly, Nagy Konstantin, Szt. Ágnes, Szt. Anasztázia, Merici Szt. Angela, Szt. Kajetán, Kalazanczi József, Szt. Lőrincz, Szt. Marczel, Róma egyházai, emlékei és intézményei, Bibornokok, A pápai hadsereg, Róma kolostorai általában. Az ágostoniak szerzete, Camaldulensisek, Barnabiták szerzete, A dömések Rómában, Szt. Ferenciek, Jezsuiták Rómában, Kapucinusok, Minoriták, Passionisták szerzete, Szomaszkok kolostorai, Theatinok szerzete, A népek elszegényedésének gátjai a kolostorok stb.), a Győri Közlönyben (Pápa városának történeti vázlata, s néhány költemény); írt a párizsi Le Monde napilapba, s a Salzburger Kirchenblattba; a Kath. Lelkipásztorba (1867) és a Pázmány-Füzetekben nyolc egyházi beszéde jelent meg; az Uj M. Sionban (1877. Antonelli Jakab élete), a M. Koronában (1877. 23. sz. Történeti emléklap IX. Pius ő szentsége püspöki jubileuma alkalmából, 1879. 232-234. sz. A szeplőtelen fogantatás hitigazatának rövid története), a Religióban (1888. Órévi Konrád eddig ismeretlen pannonhalmi főapát) 1891. A francia klerus polgári alkotmánya. 1892. Wolter és Wimmer bencés főapátok), a Keszthelyben (1889. Zalavár a keresztény Magyarország előtti időben, 1891. Irodalomtörténeti adalékok), a Századokban (1891. A zalavári konvent mint hiteles hely), a Hittudományi Folyóiratban (1892. A francia egyházi javak a nagy forradalom előtt és alatt), a Kath. Szemlében (1892. M. Terézia XVI. Lajos király leánya, 1893. Garcia Mareno, 1894. Stuart Maria), a Szent István társulat Naptárában (1894. Miként került Kehida a Deák család birtokába); több vegyestartalmú, tanügyi s egyházpolitikai cikket írt a Budapesti Közlönybe, a Bokrétába, a Dienes Gyermeklapjába, az Idők Tanújába, a M. Államba, a M. Sajtóba, a Hirnökbe, a Divatcsarnokba, és a Szent István Társulat által kiadott Egyetemes magyar encyclopaediába 200 történeti és földrajzi cikket írt.

### Önálló művei
- Általános földrajz az algymnasium I. osztálya számára. Pest, 1851 (2. kiadás. Pest, 1854)
- Schmid Kristóf ifjúsági iratai. Uj folyam. Pest, 1859-60. Tiz kötet (3. kiadásban.)
- Egyetemes földrajz középtanodai használatra. Pest, 1862. (2. kiadás 1863. 3. k. 1866. 4. k. 1870, Pest)
- Latin verstan algymnasium használatra. Pest, 1862
- Világtörténelem a katholikus tanodák számára és magánhasználatra. Pest, 1863. Három kötet (Vaszary Kolossal együtt. Ism. M. Sion 1863-64.)
- A gyakorlati ész. Arany könyvecske mindenki számára. Balmes után ford. Pest, 1864
- A september 15-i conventio és a december 8-ki encyclica. Dupanloup Bódog után ford. Pest, 1865
- Welter T. B. Világtörténelme. A magyar középtanodák számára alkalmazta. Pest, 1866. Három füzet. (3. jav. és a görög hitregetan vázlatával bőv. kiadás. Budapest, 1873-77. Ism. Tanáregylet Közlönye IV. V. k.)
- A kath. segély tankönyve. Wappler Antal után ford. Pest, 1870. Három rész (Főgymnasiumok számára; eddig 8 kiadásban. Névtelenül)
- A kath. egyház története. Wappler Antal után ford. Pest, 1870 (Névtelenül)
- A szentirás uj concordantiája. Pest, 1871 (Névtelenül. Ism. Uj M. Sion; eddig két kiadásban)
- Tanulságos történetkék jó gyermekek számára. Schmid Kristóf hátrahagyott irataiból. Budapest, 1875
- VII. Pius pápasága. Budapest, 1876. (Házi Könyvtár 23. 24. Ism. Uj M. Sion)
- IX. Pius pápasága. Budapest, 1878-80. (Házi Könyvtár 28. 29. 35. Ism. Századok és Uj M. Sion, 1879)
- Szabó Imre néhai szombathelyi püspök emlékezete. Budapest, 1881 (Különnyomat a Tájékozóból)
- Virágcsokor. Budapest, 1883
- Ifjúsági emléklapok. Budapest, 1883
- A Szent-István-Társulat által kiadandó népiratkák ügyében, Budapest, 1886 (irod. Szemle. 5. sz.)
- XIII. Leo pápa élete. Budapest, 1887 (Ism. M. Sion)
- Deák Ferencz gyermek és ifjúsági életéből. Budapest, 1892 (Különny. a Szabad Órákra c. gyűjteményből)
- Mezőlaky Ferenc zalavári apát és ennek végrendelete folytán indított nagy fiskusi per. Budapest, 1899
- A zalavári apátság története, Budapest, 1902

Kéziratban maradt Zalavári apátsági commendátorok és A XVI. és XVII. századbeli Zalamegyei nemes családok című művei.

### Szerkesztett művei
Szerkesztette az Ifjúsági Plutarchot 1858-tól 1860-ig (6 füzet, Vaszary Kolossal és Méry Etelével) Eger, Bécs és Pápa 4 füzet és II. folyam 1. és 2. füzet; a Szünórákat 1862-ben Pesten (4 kötet, ifjúságnak szánt versek, elbeszélések és szinművek. Uj kiadás. Eger, 1864) a Szent István Társulat által kiadott Katholikus Néplapot 1865. jan. 5-től 1872. dec. 26-ig és folytatását a Katholikus Hetilapot 1873. jan. 2-től dec. 25-ig; a Katholikus Lelkipásztort 1866-tól 1868-ig Talabér Jánossal és 1869-70-ben egyedűl, szintén Pesten; a Családi olvasmányokat (kiadta a Szent István Társulat) 1867-68-ban, két kötet; a Jelenkor cz. kath. egyháztörténelmi heti közlönyt 1874. jan. 1-től jún. 30-ig és a Jelenkor c. kath. egyházpolitikai napilapot 1875. jan. 1-től szept. 15-ig (mindkettő Budapesten Talabér Jánossal együtt); a Tájékozó c. kath. egyházi folyóiratot 1878-tól; a Szent István Társulat Naptárát 1865-1875 évekre; Alkalmi szent beszédeket (Pest, 1868), Piros könyvet, 2 köt. Halotti beszédeket (Pest, 1867 és 1875) és Emlékkönyvet (1882)